# Кипфенберг (замок)
Кипфенберг (нем. Burg Kipfenberg) — средневековый замок к востоку от центра коммуны Кипфенберг, в районе Айхштетт, в земле Бавария, Германия.

## История

### Ранний период
Первые укрепления на этом месте возведены в XII веке. В течение последующих десятилетий крепость расширялась, а её оборонительные возможности усиливались. С 1277 году замок принадлежал рыцарям из рода Кропф. После этого дворяне из данной семьи стали именоваться Кропф фон Кипфенберг. Они были министериалами во владениях графов Хиршберг, владевших замком Хиршберг в Баварии.
11 сентября 1301 года рыцарь Конрад, по прозвищу Струма (Зоб), продал «castrum et oppidum Kipfenberg» со всем его имуществом епископству Айхштетт. В то время княжеством правил епископ Конрад II фон Пфеффенхаузен. С той поры замок несколько веков служил одной из резиденций айхшеттских епископов.
К XVIII веку замок полностью утратил своё значение как крепость и стал приходить в упадок. Однако полноценный ремонт не производился.

### XIX век и позднее

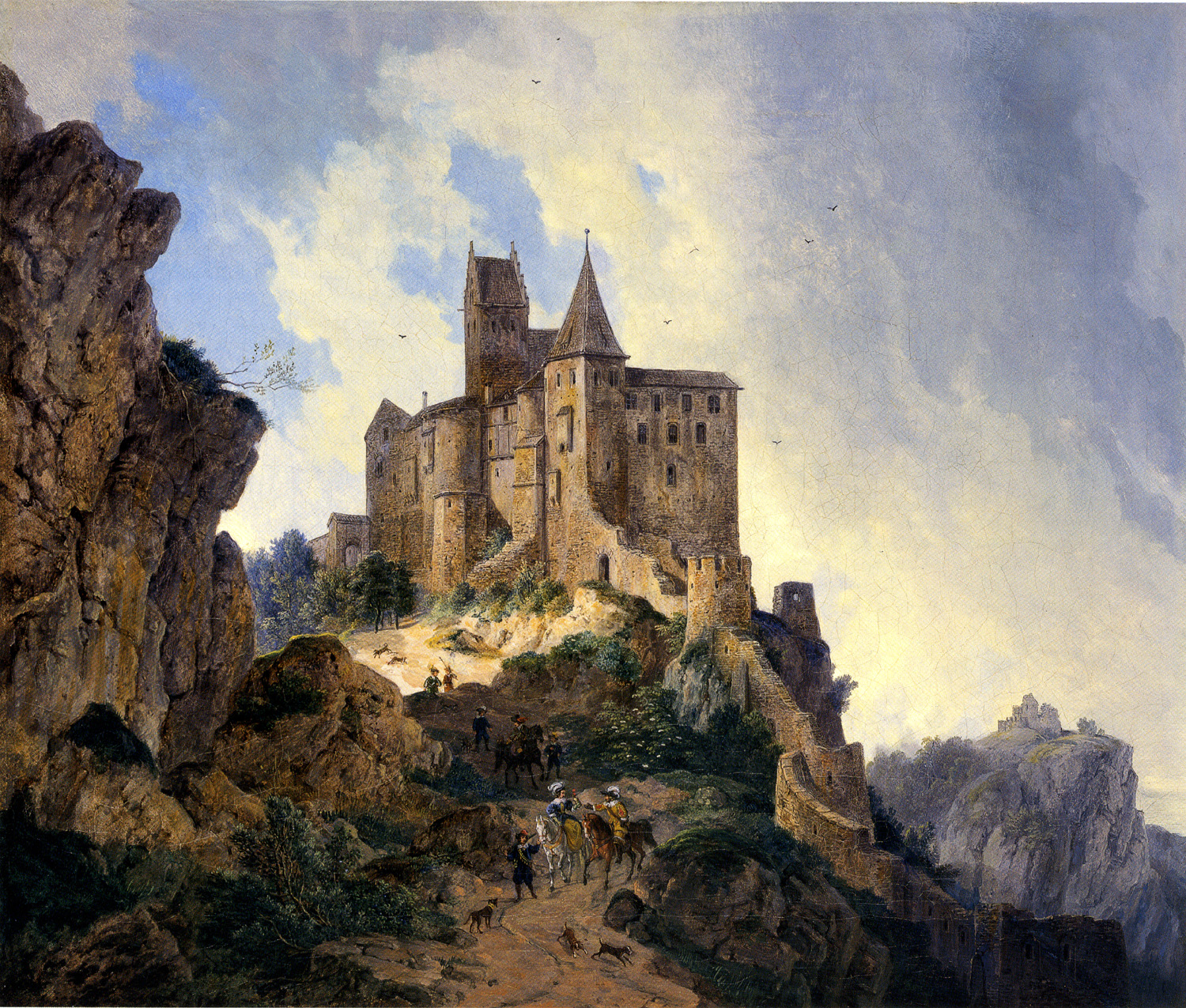
Рисунок замка, сделанный Доменико Квальо около 1815 года

В ходе секуляризации 25 февраля 1803 года княжество-епископство Айхштетт было упразднено. Замок Кипфенберг перешел в государственную собственность. Вскоре он был продан частным лицам. Новые владельцы решили в 1839 году снести значительную часть строений и превратили бывшую крепость в каменоломню.
До 1895 руинами владел местный почтмейстер Шидермайера. Он продал Кипфенберг обеспеченному предпринимателю Францу Хойслеру из Мюнхена. А в 1914 году собственником замка стала семьи Тэшнер из Потсдама.
В 1914–1925 годах замок был наконец-то отремонтирован и отреставрирован. Автором проекта стал известный архитектор Бодо Эбхардт. Он постарался совместить принципы современного и комфортного на тот момент жилого здания с внешним обликом настоящего средневекового замка. В частности были восстановлены стены, башни и прочие фортификационные сооружения, включая форбург и бергфрид.

## Современное использование
Непосредственно замок находится в частной собственности и закрыт для посещения. Однако есть возможность побывать в форбурге. Здесь расположена музейная экспозиция (Музей замка Кипфенберг), посвящённая истории замка и окружающих его территорий (в том числе во времена Римской империи).

## Описание
По своему типу Кипфеберг принадлежит к замкам на отроге. Он расположен на скале с крутыми склонами. Высота над уровне моря — 430 метров. Фактически от первоначальных строений к настоящему времени сохранились только фрагменты цитадели (которая в XX веке была полностью перестроена) и система ворот, ведущая в крепость.
Замковый комплекс защищён кольцевой стеной (ранее она была двойной). В центре находится четырёхэтажное жилое здания, к которому примыкает главная и наиболее высокая башня (бергфрид). Верхнюю часть её фасада украшает ступенчатый щипец. Изначально замок был построен в романском стиле и при восстановлении архитектор постарался следовать этим традициям.
Главная башня имеет высоту 30 метров и покоится на мощном квадратном фундаменте площадью 7х7 метров. Внутрь можно было попасть только через высокий вход, который находился на высоте 10 метров над уровнем земли. Каменная внешняя стена, которая окружает Кернбург в среднем имеет толщиной 1,45 метра. В северо-восточной части комплекса находится возведённая в готическом стиле трёхэтажная так называемая «Башня ведьм». В западной части построена на отдельном скалистом выступе построена часовня. Внутрь главного замка можно попасть по мосту, который построен над глубоким рвом. В Средние века этот мост был разводным.

## Галерея

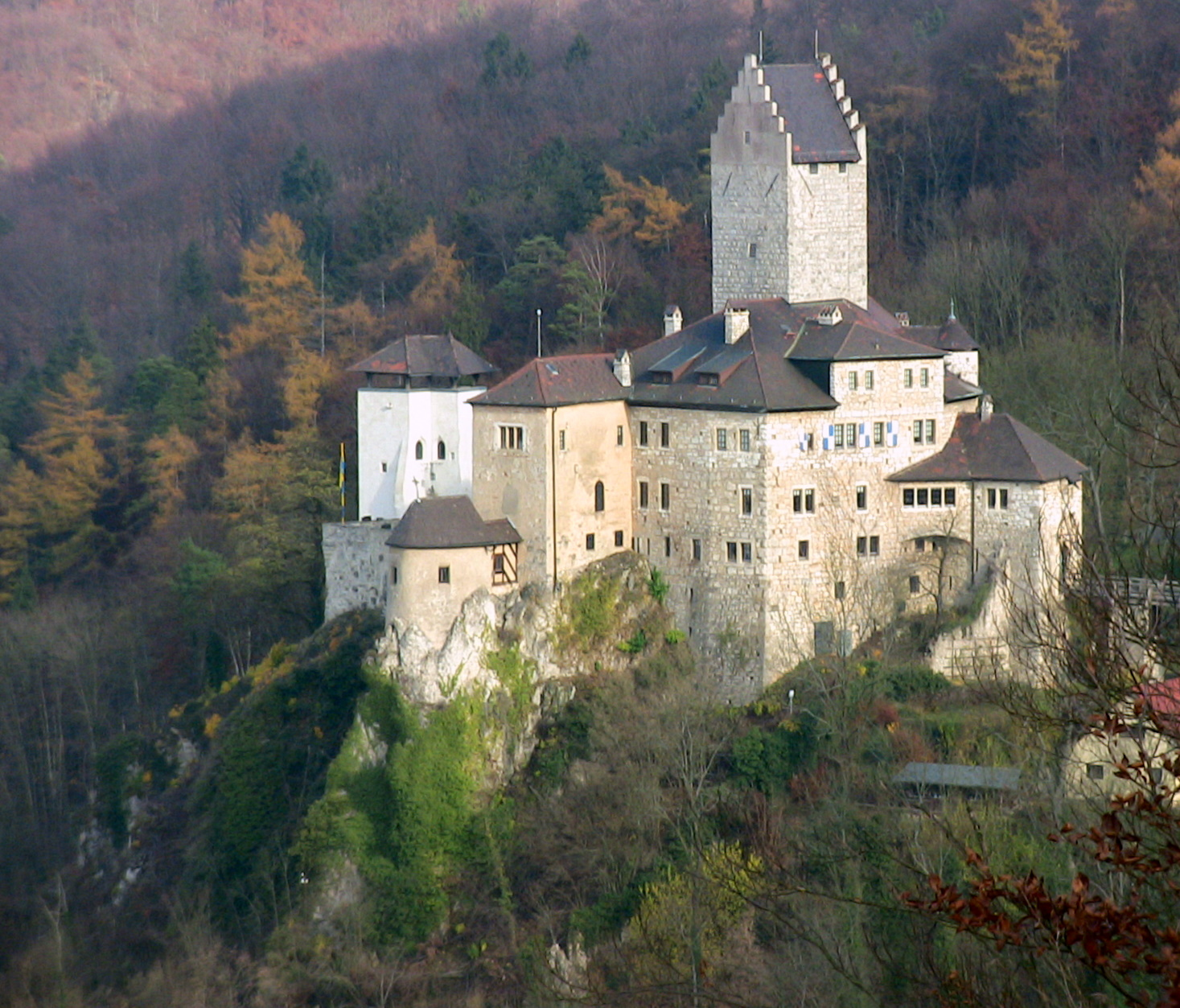
Вид замка с южной стороны
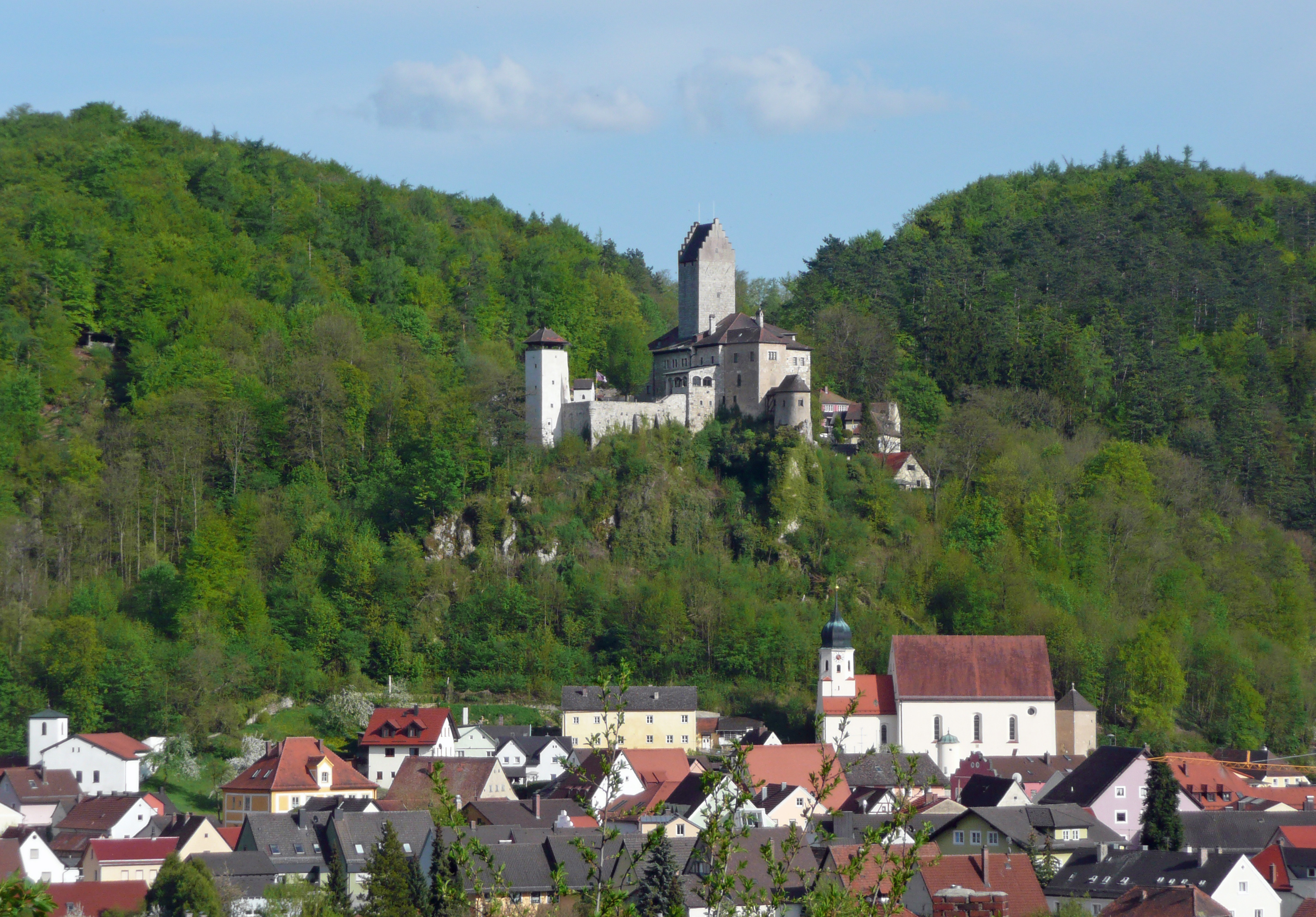
Вид замка и городка Кипфенберг
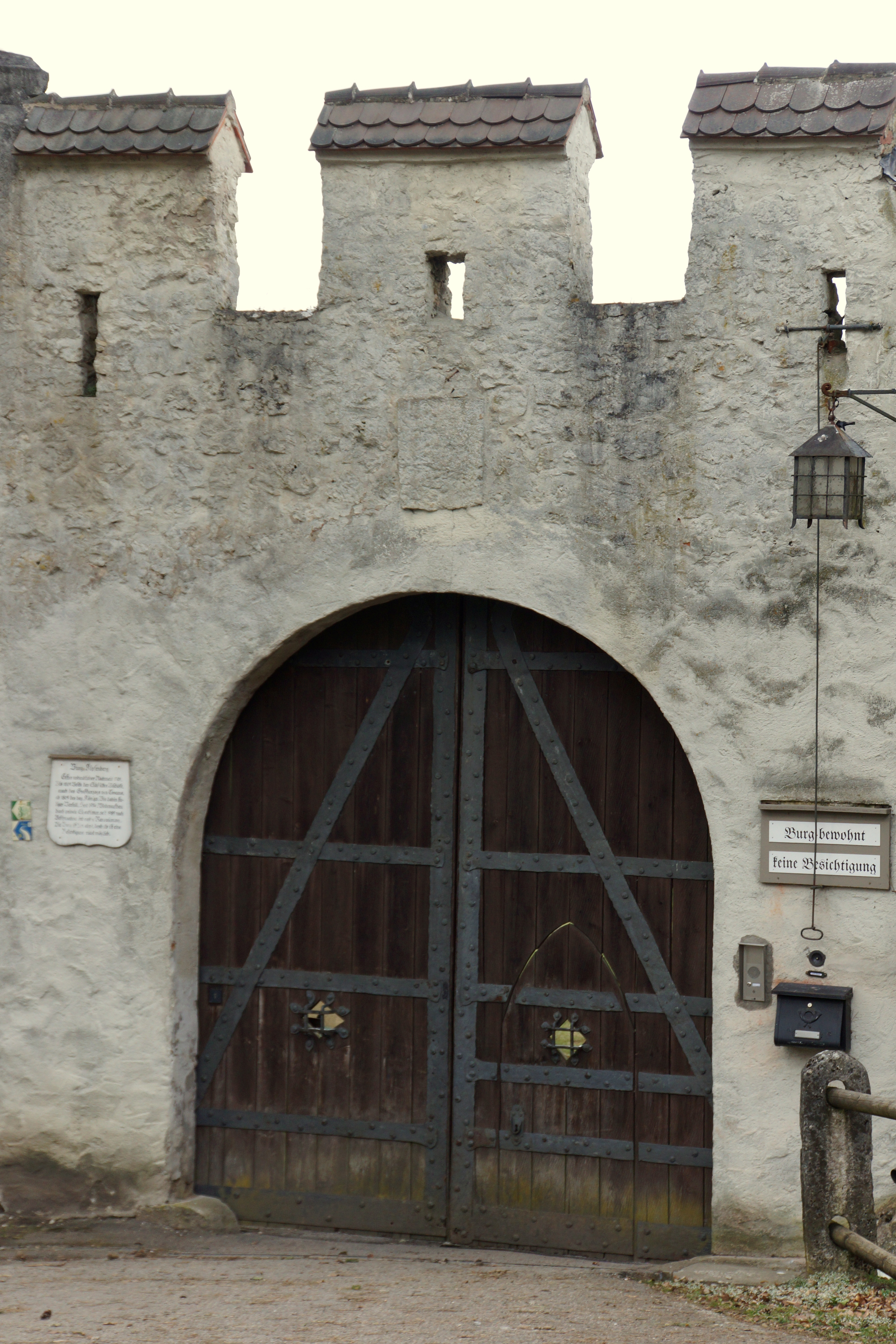
Ворота, ведущие в форбург
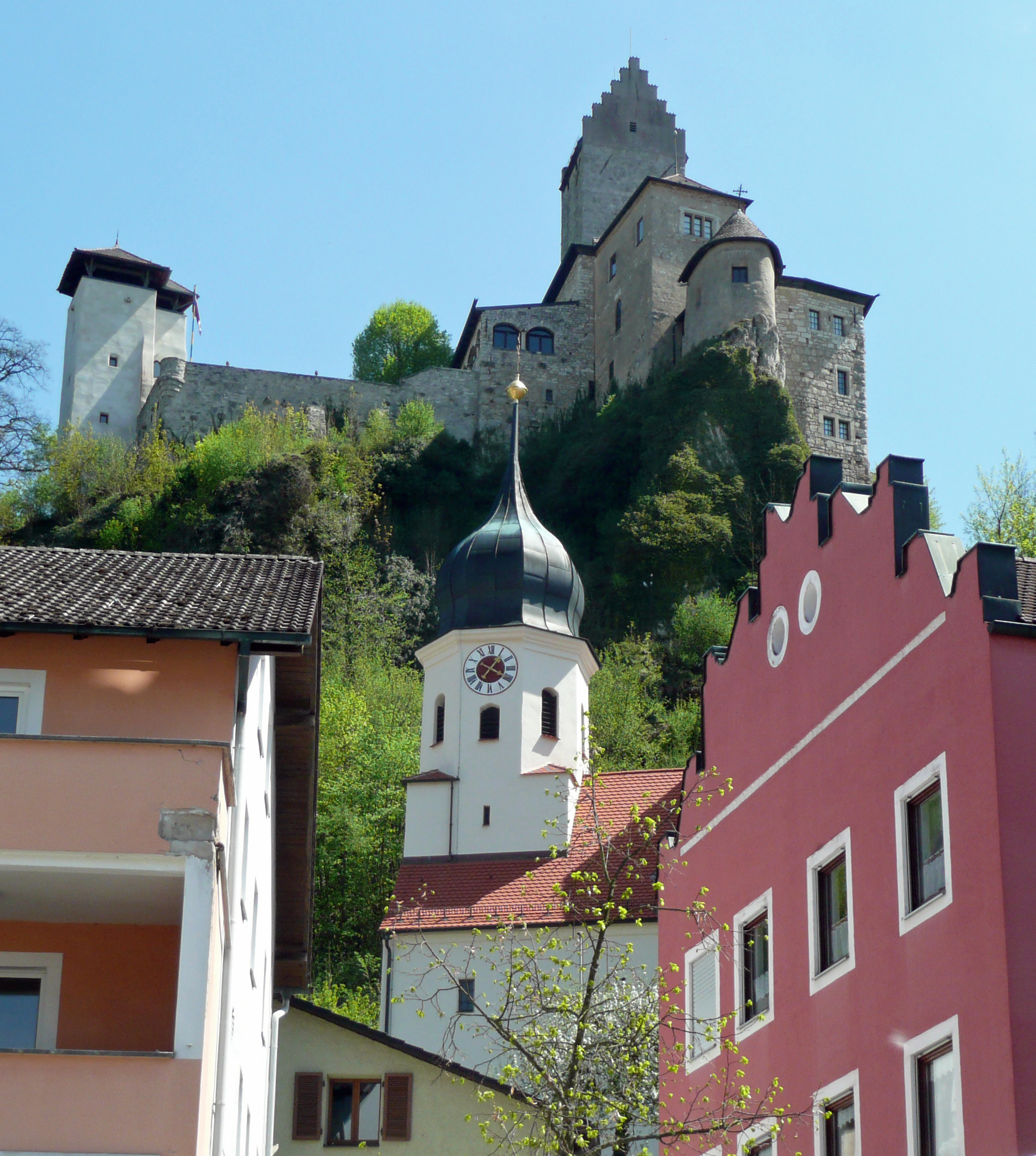
Вид замка снизу
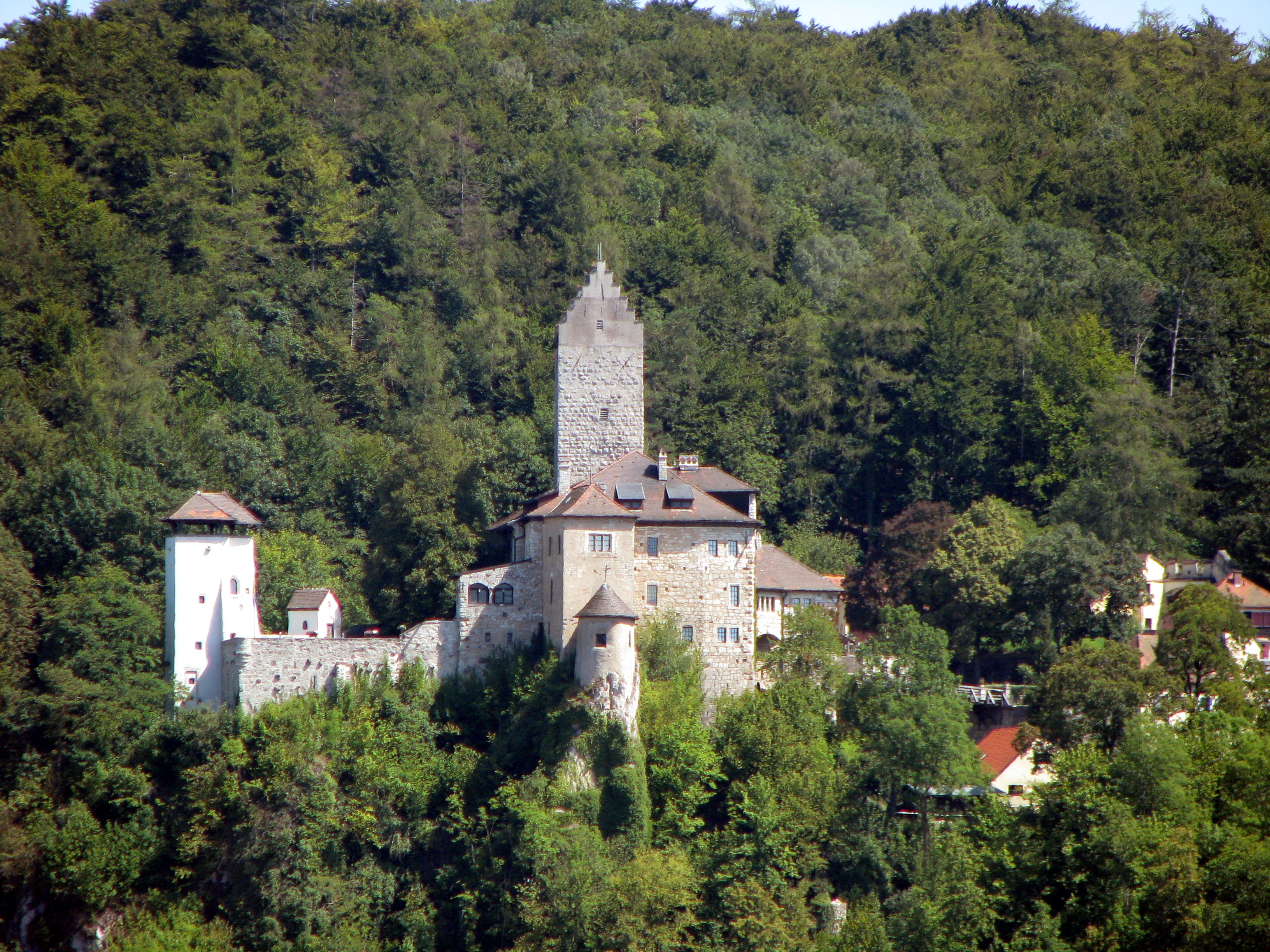
Вид замка с западной стороны